# Batalla del Neva

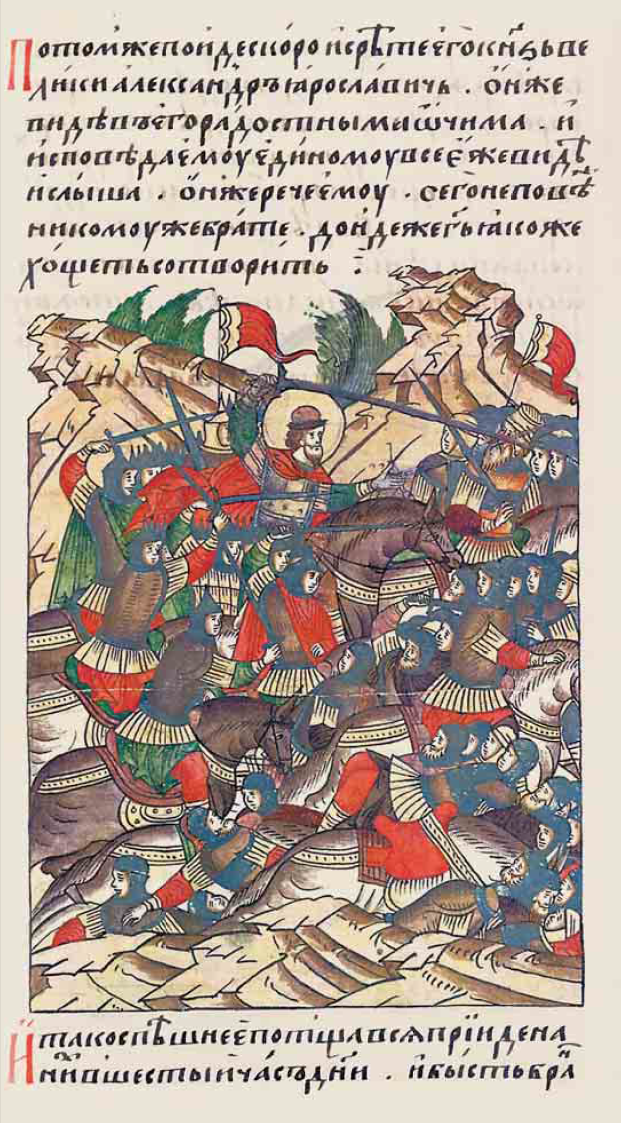
La batalla del Nevá en la Crónica Ilustrada de Iván el Terrible.

La batalla del Nevá (en ruso: Невская битва, Névskaya bitva, sueco: slaget vid Neva) se libró entre la República de Nóvgorod y los ejércitos suecos en el río Nevá, cerca del asentamiento de Ust-Izhora, el 15 de julio de 1240. El propósito de la invasión sueca fue probablemente obtener el control sobre la desembocadura del Nevá y la ciudad de Ládoga y, por tanto, aprovechar la parte más importante de la ruta comercial de los varegos a los griegos, que había estado bajo el control de Nóvgorod durante más de cien años. La batalla fue parte de las guerras sueco-novgorodenses.